# Vernonia tavoyana
Vernonia tavoyana là một loài thực vật có hoa trong họ Cúc. Loài này được C.E.C.Fisch. miêu tả khoa học đầu tiên năm 1927.